# Амалфийски манастир
Амалфийският манастир (на гръцки: Μονή Ζωγράφου, на латински: Sancte Marie Cenobii Amalfitanorum) е средновековен манастир на Света гора. Той е най-известният от трите бивши манастира на латиноговорещи християни на Атон преди Източно-западната схизма. Манастирът понякога е описват като първият пример за православен западен обряд след Схизмата, но въпросът за принадлежност на манастира към Източноправославната църква или към Римокатолическата църква е спорен.

## Местоположение
Развалините на манастира са разположени на средата между Великата лавра и Каракал. Райнът продължава да се нарича Морфонос по името на манастира. От манастира е оцеляла Морфонската кула.

## История
Манастирът е основан в X век от монаси от Амалфи, Италия. Те следват Устава на Свети Бенедикт и използват латинския като литуригичен език.
Манастирът е построен между 985 и 990 от седем бенедиктински монаси, водени от Лъв Стари, който е поканен да изгради монашеска общност от грузинците от Иверския манастир. Най-ранните бенедиктински монаси от Амалфийския манастир са близки другари на Атанасий Атонски, основателя на Великата лавра. Към XII век Амалфийският манастир, останал верен на източното православие процъфтява и се ползва с висока репутация. Игуменът на манастира се подписва на латински веднага след игумена на Великата лавра.
Манастирът е мирно прехвърлен към Великата лавра в 1287 година от император Андроник II Палеолог, след като пострадва силно от кръстоносците от Четвъртия кръстоносен поход и няма възможност да възстанови сградите си и да обнови монасите и свещениците си.
Манастирът е активен до XIII век.

## Принадлежност на манастира
Поради поддържането на латински обряд след Великата схизма понякога манастирът е описван като един от най-ранните примери за православие от западен обряд. Някои учени като Елени Метревели твърдят, че манастирът е подчинен на Католическата църква след Схизмата. Много православни учени обаче смятат, че праксиса на Амалфийския манастир остава обвързан с източното православие и посочват, че изгонвания на латински християни от източноправославна територия са се случвал преди, като изгонването на франкските монаси от Елеонския хълм в 808 година зради употребата на filioque в Никейския символ на вярата или цялостното изгонване на латнците от Константинопол в 1186 година. Амалфийският манастир, останал верен на източното православие, процъфтява и е подкрепян от Византийската империя дълго след Схизмата, като се издига до № 2 в светогорската йерархия след Великата лавра.

## Известни монаси[17]
- Йоан и Арсений, около 984
- Лъв Стари Римски, остовател на манастира с шестима ученици и помощ от грузинците от Иверския манастир, около 985-990
- Йоан от Беневенто от Манастира Монте Касино, около 986-993
- Игумен Йоан III от Касино, около 986-993
- Игумен Йоан Амалфийски, около 991-1035. Не е ясно дали всички подписали атонските грамоти и документи от 991 до 1035 са един и същи игумен Йоан Амалфийски иили няколко. В 1017 година игумен Йоан се подписва втори по ранг.
- Игумен Венедикт, подписал под имперски патронаж, 1081
- Игумен Димитрий, 1083
- Игумен Вито, 1087-1108
- Игумен Мансо или Мавро, 1169